# Milčany
Milčany (též Kickelsburg, nesprávně Vítkovec) jsou zřícenina hradu v okrese Česká Lípa. Nachází se západně od městyse Holany mezi Holanským a Milčanským rybníkem.  Pozůstatky hradu jsou od roku 1965 chráněny jako kulturní památka.

## Historie
Hrad býval mylně spojován s renesanční tvrzí Vítkovec. Starším panským sídlem býval hrad u Hostíkovic nazývaný nejspíše Milčany, který stával na ostrůvku v sousedním rybníku a zanikl na přelomu čtrnáctého a patnáctého století.

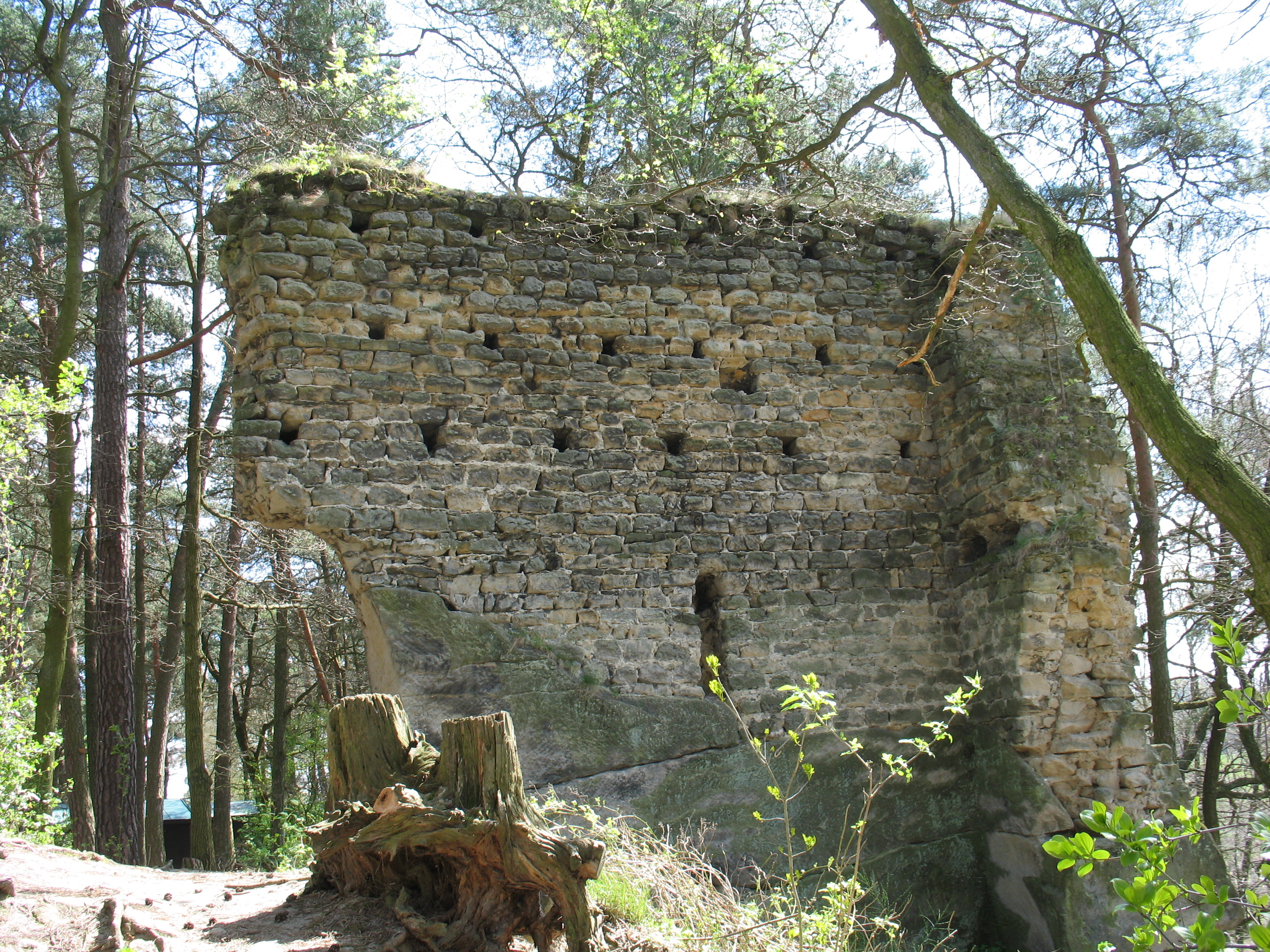
Dochovaná část zdi na jižní straně hradu

Podle rozboru písemných pramenů byl nový hrad, který převzal název staršího sídla, postaven v letech 1391–1402, čemuž přibližně odpovídají výsledky archeologických nálezů. V roce 1402 byl majitelem hradu Jindřich z Dubé. Roku 1437 jej od Chvala Berky z Dubé koupil Zikmund Děčínský z Vartenberka, který založil nedaleký hrad Rybnov. Podle Rudolfa Anděla Milčany v roce 1444 zanikly při vpádu lužického Šestiměstí, ale pravděpodobně nadále existovaly, protože tvořily součást věna Anežky ze Šternberka, která byla druhou manželkou Zikmunda Děčínského. Do roku 1460 byly uváděny jako součást rybnovského panství. V letech 1543–1622 byl hrad zmiňován již jako pustý.

## Stavební podoba
Podobu jednodílného hradu zcela pozměnila těžba pískovce, která snížila terén o tři až čtyři metry. Pozůstatkem opevnění je snad mělký příkop na severozápadní straně. Dominantou zříceniny je fragment zdiva budovy v jižním nároží. Z něj je patrné, že budova prodělala stavební vývoj, při kterém byl na starším zdivu postavena nová zeď, ve které se dochovaly otvory po trámech lešení.

## Hrad ve filmu
Zřícenina byla využita jako kulisa při filmování pohádky O princezně Jasněnce a létajícím ševci.

## Přístup
Kolem zříceniny vede červeně značená turistická cesta z Holan na Stvolínky.